# Tagetes apetala
Tagetes apetala là một loài thực vật có hoa trong họ Cúc. Loài này được Posada-Ar. miêu tả khoa học đầu tiên năm 1872.